# Diogmites castaneus
Diogmites castaneus är en tvåvingeart som först beskrevs av Macquart 1838.  Diogmites castaneus ingår i släktet Diogmites och familjen rovflugor. Inga underarter finns listade i Catalogue of Life.